# Iskandar Dzhalilov
Iskandar Dzhailov (Dušanbe, 1º giugno 1992) è un ex calciatore tagiko, di ruolo difensore.